# دوپایه (گامتوفیت)
دوپایه گامتوفیت (به انگلیسی: Dioicy)، یک سیستم جنسی است که در آن مامه‌دان و آنتریدیوم روی گامتوفیت‌های جداگانه تولید می‌شوند. این یکی از دو سیستم اصلی جنسی در خزه‌تباران است. هم گامتوفیت‌های دوپایه و هم گامتوفیت‌های تک‌پایه با میتوز و نه میوز، گامت‌ها را در گامت‌دان تولید می‌کنند، به طوری که اسپرم و تخمک از نظر ژنتیکی با گامتوفیت والد خود یکسان هستند.